# Aranha (voleibolista)
Thiago de Souza Aranha Duarte (Santos,25 de setembro de 1981) é um voleibolista indoor e de ex-jogadora de praia profissional brasileiro, e na modalidade indoor é atuante na posição de Ponteiro, possui marca de alcance de 350 cm no ataque e 330 cm no bloqueio e tem vasta passagens por clubes internacionais.Por clubes disputou as edições da Taça Challenge CEV nos períodos de 2003-04, 2014-15 e 2015-16, e ainda nesta competição conquistou duas medalhas de bronze, a primeira no período esportivo 2004-05 e a outra foi na jornada de 2005-06, também disputou a edição da Liga dos Campeões da Europa de 2006-07, 2007-08 e 2008-09, além das edições da Taça CEV  de 2009-10 e 2015-16.

## Carreira
Após período nas categorias de base, Aranha não teve oportunidades no voleibol nacional, e não recusou o convite para jogar em Andorra, juntamente com mais cinco atletas, por esta falta de oportunidades iniciava-se então sua trajetória internacional em 2002. e atuou pelo Andorra TX na temporada 2002-03 sendo bronze na Superliga Espanhola 2002-03 e na 2003-04, terminou na quarta colocação e chegou a disputar a fase final da XXVIII Copa de S.M. Rei da Espanha. Disputou ainda a Taça Challenge CEV de 2003-04 (na época era chamada de Copa CEV) por este clube, e contribuiu para classificação para as oitavas de final
Ainda atuando na Europa, defendeu o clube frances Tourcoing LM., cujo técnico era o brasileiro Marcelo Fronkowiack disputou as competições da temporada 2004-05, no Campeonato Frances avançou as semifinais e encerrou na quarta colocação, foi também vice-campeão da Copa da França e medalhista de bronze da Taça Challenge CEV de 2004-05 (na época era chamada de Copa CEV).Continuou no voleibol frances e assinou contrato com Paris Volley para temporada 2005-06 conquistando nesta temporada o título do Campeonato Frances, semifinalista da Copa da França, encerrando na quarta posição e novamente foi medalhista de bronze na Taça Challenge CEV de 2005-06
Pelo Paris Volley competiu no período esportivo de 2006-07, conquistando o bicampeonato da Liga A Francesa. e o título da Supercopa da França, avançou a oitavas de final da Copa da França e não avançou aos playoffs na Liga dos Campeões da Europa 2006-07
Aranha transferiu-se para o Arkas Spor Izmir da Turquia defendendo-o na temporada 2007-08. conquistando o bronze da Liga A Turca, e na Copa Turca finalizou com o vice-campeonato.Por este clube disputou a edição da Liga dos Campeões da Europa de 2007-08, novamente não avançando a fase de playoffs
Na sequência transferiu-se para o clube belga Noliko Maaseik e disputou por este as competições de 2008-09., sendo que alcançou os títulos do Campeonato Belga, da Supercopa Belga e disputou a edição correspondente da Copa Belga Por esse clube turco competiu em mais uma edição de sua carreira da Liga dos Campeões da Europa 2008-09, desta vez avançou aos playoffs com eliminação nas oitavas de final.
Regressou ao voleibol frances na jornada esportiva de 2009-10 e recontratado pelo  Tourcoing LM., não se qualificando as finais e finalizou na sétima colocação da correspondente Liga A Francesa  e em quinto  lugar na Copa da França e avançou até as oitavas de final da Copa CEV 2009-10, com eliminação nas quartas de final
Após longas temporadas no continente europeu, foi repatriado pelo Pinheiros/SKY na temporada 2010-11 onde conquistou o bronze no Campeonato Paulista de 2010, e avançou as quartas de final da Superliga Brasileira A, encerrando na sétima colocação posição,
Na temporada 2011-12 permanece no país e assina contrato com o Medley/Campinas, reforçando a equipe com sua especialidade no fundamento da recepção. conquistou o vice-campeonato paulista e dos Jogos Abertos do Interior, e obteve o sétimo lugar após eliminação nas quartas de final na Superliga Brasileira A 2011-12
Aranha com sua passagem pelo voleibol europeu de 2002 a 2009 virou um poliglota, falando cinco idiomas: português, inglês, italiano e espanhol este último quando atuou em Porto Rico., e decidiu após disputar a última Superliga migrar para o voleibol de praia e atuou no Circuito Brasileiro Banco do Brasil de 2012-13, formando dupla com o baiano Moisés Santos conquistaram o título da Etapa de Cuiabá válida pelo Circuito Estadual Nacional e o terceiro lugar na etapa de Curitiba pelo Circuito Estadual Nacional, atuaram juntos na etapa de Campinas e também formou dupla com Thiago Santos quando competiram no torneio principal da etapa de Brasília pelo Circuito Banco do Brasil
Com a retomada do voleibol masculino pelo Botafogo/RJ para temporada 2013-14, Aranha voltou ao voleibol indoor para reforçar o clube. foi vice-campeão da Copa Rio de Voleibol de 2013  e primeiro colocado na Supercopa Banco do Brasil Etapa Mata Atlântica e bronze na Supercopa Banco do Brasil (Etapa Nacional)
No período esportivo de 2014-15 voltou atuar pelo clube Andorra TX e por este clube competiu na Taça Challenge Cup 2014-15, com eliminação na fase de classificação e por problemas econômicos o clube renunciou a  continuar  disputar a Superliga Espanhola A 2014-15.
Em 2015 volta atuar no voleibol estrangeiro, desta vez transferiu-se para o voleibol libanês, ocasião que representou o Zahra El Mina e disputou a Liga A Libanesa 2015 disputando a final sagrando-se campeão.
Ainda na temporada 2015-16 reforçou a equipe francesa do ASUL Lyon Volley na Liga A Francesa 2015-16, finalizando na décima segunda colocação, não conseguindo evitar o rebaixamento, obteve também o nono lugar na Copa da França correspondente.Competiu por este clube na edição da Taça Challenge CEV 2015-16 finalizando na quinta colocação após eliminação nas quartas de final; também disputou a Taça CEV 2015-16 finalizando na vigésima primeira colocação.
O Copel Telecom Maringá Vôlei anunciou Aranha para as competições de 2016-17 e antes de se apresentar representou a [[Prefeitura Municipal de Cubatão (voleibol masculino)|PM de Cubatão) na edição dos Jogos Regionais de 2016 em São Bernardo do Campo e avançou as semifinais da competição finalizando na quarta colocação..Pelo Copel Telecom Maringá Vôlei disputou a Superliga Brasileira A 2016-17 finalizando na décima colocação registrando sessenta e seis pontos na edição

## Títulos e resultados
- Liga A Libanesaː2015[44]
- Campeonato Belgaː2008-09[5]
- Liga A Francesaː2005-06[5] e 2006-07[5]
- Liga A Turcaː2007-08[14]
- Superliga Espanhola Aː2002-03[7]
- Superliga Espanhola Aː2003-04[7]
- Liga A Francesaː2004-05[11]
- Supercopa Banco do Brasil-Etapa Mata Atlânticaː2013[36][37]
- Supercopa da Françaː2006-07
- Supercopa da Bélgicaː2008-09[5]
- Supercopa Banco do Brasil-Etapa Nacionalː2013[36]
- Copa da Turquiaː2008-09[5]
- Copa da Françaː2004-05[11]
- Copa da Françaː2005-06
- Campeonato Paulistaː2011[6]
- Campeonato Paulistaː2010
- Jogos Regionais de São Pauloː2016[53]
- Jogos Abertos do Interior de São Pauloː2011[6]
- Copa Rioː2013[36]
- Etapa do Cuiabá do Circuito Estadual Nacional Banco do Brasil:2012-13[30]
- Etapa do Curitiba do Circuito Estadual Nacional Banco do Brasil:2012-13[33]